# Nantucket (LV-112)
Das Feuerschiff Nantucket (LV-112) wurde unter der Bezeichnung Lightship No. 112, Nantucket als National Historic Landmark in das National Register of Historic Places eingetragen. Das 1936 gebaute Schiff wurde bis zu seiner Außerdienststellung im Jahr 1983 zur Warnung vor Untiefen bei Nantucket eingesetzt und liegt aktuell als Museumsschiff im Hafen von Boston im Bundesstaat Massachusetts der Vereinigten Staaten. Es ist bis heute das größte in den USA gebaute Feuerschiff.

## Feuerschiffe in den Vereinigten Staaten
Die Vereinigten Staaten setzten Feuerschiffe ein, um die gefährlichsten Orte an den Küsten der Meere sowie der Großen Seen zu kennzeichnen. Die Arbeit auf diesen Schiffen war für ihre Besatzung, die in der Regel von der Küstenwache der Vereinigten Staaten gestellt wurde, regelmäßig lebensgefährlich. Insbesondere die Position an den Untiefen bei Nantucket wurde als weltweit gefährlichster Arbeitsort auf einem Feuerschiff eingestuft. Im Winter konnten Nor’easter tagelang anhalten, aber auch sonst sorgten starke Winde und hohe Wellen dafür, dass selbst erfahrene Seeleute seekrank wurden. Die fortwährend eingeatmeten Dieselabgase sorgten ebenso für gesundheitliche Probleme wie das durchdringende Nebelhorn des Schiffs, das Ohrenschmerzen und sogar Taubheit verursachen konnte. Speziell auf der Nantucket-Position trat Nebel sehr häufig auf und sorgte für eine stark erhöhte Kollisionsgefahr. In den Vereinigten Staaten wurden zwischen 1820 und 1952 insgesamt 179 Feuerschiffe gebaut, von denen heute nur noch 17 existieren. Zeitweise waren 51 Feuerschiffe zugleich im Einsatz. Acht der noch existierenden Schiffe werden heute als Museumsschiffe betrieben.

## Feuerschiff LV-112

### Geschichte
LV-112 war an einem der am dichtesten befahrenen Schiffsverkehrswege der Welt stationiert, der manchmal auch als „Times Square of the Atlantic“ bezeichnet wurde. Es kam sehr häufig zu Unfällen und Beinahe-Kollisionen mit dem dort liegenden Feuerschiff. Während des Zweiten Weltkriegs wurde LV-112 zum Kriegsdienst abgezogen, grau gestrichen und von 1942 bis 1945 als Patrouillenboot bei Portland (Maine) eingesetzt. Sie rettete in dieser Zeit unter anderem Seeleute des Eagle Boat 56, das am 23. April 1945 vom deutschen U-Boot U 853 torpediert und versenkt worden war.
Das Feuerschiff wurde 1936 von Pusey & Jones in Wilmington (Delaware) für 300.956 US-Dollar (heute ca. 5.890.000 Dollar) gebaut und wurde mit zwei ölbefeuerten Dampfkesseln von Babcock & Wilcox angetrieben, die mit einer Leistung von 600 PS eine Maximalgeschwindigkeit von 12 Knoten erlaubten. Die Baukosten des Schiffs wurden aus einer insgesamt 500.000 Dollar (heute ca. 9.780.000 Dollar) betragenden Entschädigungszahlung der White Star Line finanziert, deren Olympic im Jahr 1934 das Feuerschiff LV-117 bei Nantucket gerammt und versenkt hatte, wobei sieben der elf Besatzungsmitglieder ums Leben gekommen waren.
Die einzige schwere Beschädigung trug das Schiff 1954 davon, als der Hurrikan Edna mit einer Windstärke von 200 km/h Wellen erzeugte, die mit einer Höhe bis zu 21 m das Feuerschiff trafen. Das Steuerhaus und das Ruder wurden dabei schwer beschädigt und die Beiboote zerstört. 1960 wurde LV-112 umfassend modernisiert und dabei unter anderem mit zwei jeweils 450 PS starken Motoren von Cooper Bessemer ausgestattet, welche die bis dahin immer noch eingesetzten Dampfkessel ablösten. LV-112 ist heute in den Farben der US-Küstenwache bemalt, d. h. der Rumpf ist leuchtend rot, die Aufbauten und Masten sind gelbbraun und der Name des Schiffs – durchgehend „Nantucket“ mit Ausnahme des Kriegseinsatzes (kein Name) und der Zeit zwischen 1958 und 1960, in der es „Relief“ hieß – auf der Außenhülle ist weiß gestrichen.
Das Feuerschiff fand keinen dauerhaften Hafen und lag unter anderem acht Jahre in einem Marinemuseum, das nie eröffnet wurde (in Oyster Bay (New York)). Robert Mannino, Jr. kaufte das schlecht unterhaltene Schiff zum symbolischen Preis von einem Dollar von Robert Mannino, Jr. gekauft. Am 11. Mai 2010 wurde es nach Boston geschleppt, nachdem es für 125.000 Dollar lediglich notdürftig repariert worden war. Für eine vollständige Instandsetzung wurden weitere 850.000 Dollar angesetzt.
Das Schiff LV-112 ist bis heute das größte jemals in den Vereinigten Staaten gebaute Feuerschiff und wurde nach Spezifikationen für Kriegsschiffe der United States Navy gebaut, d. h. es verfügt über eine Doppelhülle sowie einen hohen Abschottungsgrad und wurde explizit auf Unsinkbarkeit ausgelegt. Mit 39 Dienstjahren war sie länger als jedes andere Feuerschiff bei Nantucket stationiert; der Standort wurde erst 1985 als letzte Feuerschiff-Position der Vereinigten Staaten aufgegeben. Aufgrund der 100 mi (160,9 km) betragenden Entfernung zum Festland lag der Standort von allen Feuerschiffen am weitesten von der Küste entfernt und als einziger in internationalen Gewässern. Im Dezember 1989 wurde LV-112 als National Historic Landmark in das National Register of Historic Places eingetragen. 2012 wurde es vom National Trust for Historic Preservation als nationales Kulturgut der Vereinigten Staaten eingestuft.

### Technik und Ausstattung
Die beiden stählernen Masten des Schiffs ragen 16,1 m (Vormast) bzw. 16,2 m (Hauptmast) über dem Deck auf, wodurch die beiden 400.000 Kerzenstärken starken Leuchtfeuer des Schiffs 20,1 m über der Wasserlinie positioniert sind und eine Reichweite von 14 sm (25,9 km) besaßen; der Boston Globe spricht abweichend davon über 500.000 Kerzenstärken und eine Reichweite von 50 mi (80,5 km). Es kam jedoch immer nur eines der Leuchtfeuer zum Einsatz, sodass das andere als Rückfalloption diente und Wartungsarbeiten durchgeführt werden konnten.
Als Kennung des Leuchtfeuers der Nantucket wurden drei weiße Lichtblitze mit einer Dauer von jeweils einer Sekunde, gefolgt von zwei Sekunden Dunkelheit genutzt. Als Nebelhorn kam ein luftbetriebenes Diaphon zum Einsatz, das alle 30 Sekunden einen dreisekündigen Ton ausstieß. Der zum Betrieb des Horns notwendige Druck betrug rund 2,8 Bar und wurde von Kompressoren bereitgestellt. Das Schiff verfügte zusätzlich über Einrichtungen zur Erzeugung von Unterwassertönen (submarine oscillator), ein Radiosignal, das über einen zwischen den Masten gespannten Draht auf der Frequenz 302 kHz ein Funkfeuer sendete, und eine klassische Nebelglocke. Die beiden jeweils 3,5 Tonnen schweren Anker verfügen über 150 Faden (rd. 275 m) lange Ketten mit 4 Zentimeter starken Kettengliedern aus vernickeltem Stahl.